# Кардинал, Дуглас
Дуглас Джозеф Кардинал (англ. Douglas Joseph Cardinal; род. 7 марта 1934, Калгари) — канадский архитектор, основоположник аборигенного стиля в канадской архитектуре. Автор проектов Канадского музея истории, Национального музея американских индейцев (США), Университета индейцев Канады, генерального плана деревни кри Уже-Бугуму (Квебек). Лауреат премии Молсона и Премии генерал-губернатора, офицер ордена Канады (1990).

## Биография
Дуглас Кардинал, старший из восьми детей в семье, родился в 1934 году в Альберте. Отец, по одним источникам сиксика (черноногий), по другим анишинаабе, был лесничим и егерем, мать, Фрэнсис Маргарита Рах, дочь иммигранта из Германии и член большого метисского клана Морен, — медсестрой, работавшей в психиатрической лечебнице. Несмотря на происхождение, родители мальчика не были активными носителями культуры коренных народов Канады. Дуглас вырос в городе Ред-Дир в Альберте и учился в индейской школе-интернате при католическом монастыре; кроме того, его мать позаботилась о том, чтобы он получил базовое образование в области искусств.
По окончании школы в 1953 году поступил в Университет Британской Колумбии на архитектурное отделение. Там индивидуальный стиль Кардинала и его стремление планировать здания в гармонии с природой и органичным ритмом жизни вступили в противоречие вступили в противоречие с господствовавшими в этот период в канадской архитектуре модернистскими канонами. В результате на третьем году обучения директор программы решил, что у студента «неправильные основы» для обучения архитектуре, и отчислил его. Кардинал вернулся в Альберту, где нашёл работу чертёжником в архитектурном бюро. Вскоре после этого, однако, он отправился в США, чтобы завершить образование в Техасском университете в Остине. Во время учёбы в Техасе канадец начал активно участвовать в студенческих организациях и движении за гражданские права. Он окончил университет с отличием в 1963 году, к этому времени заложив основы своего будущего архитектурного стиля.
Вернувшись в Альберту, Кардинал открыл собственную архитектурную фирму. Уже в начале карьеры, в 1964 году, он получил заказ на проект католической церкви Св. Марии в Ред-Дире, который позволил ему сразу завоевать известность в профессиональных кругах. Оформление церкви было крайне необычным и включало волнистую линию кирпичных стен, скатную крышу и большие овальные окна, обеспечивающие хорошее естественное освещение внутренних пространств. Стремление архитектора обеспечить максимальное единство форм, экологичность и чувство общности заставили его одним из первых в мире обратиться к использованию систем компьютерного дизайна и моделирования (CADD), которые с тех пор его фирма применяла на регулярной основе. Строительство церкви было окончено к 1968 году, её проект был удостоен архитектурных премий.
В 1970-е и начале 1980-х годов Кардинал спроектировал ряд публичных зданий в Альберте, включая Региональный колледж Гранд-Прери (1972—1974), здание государственных служб Альберты в Поноке (1977) и здание административного и культурного центра в Сент-Альберте (1984), а также многочисленные школы. Отличительной чертой всех его проектов были волнистые стены, которые проектировались с помощью всё более сложных компьютерных программ.

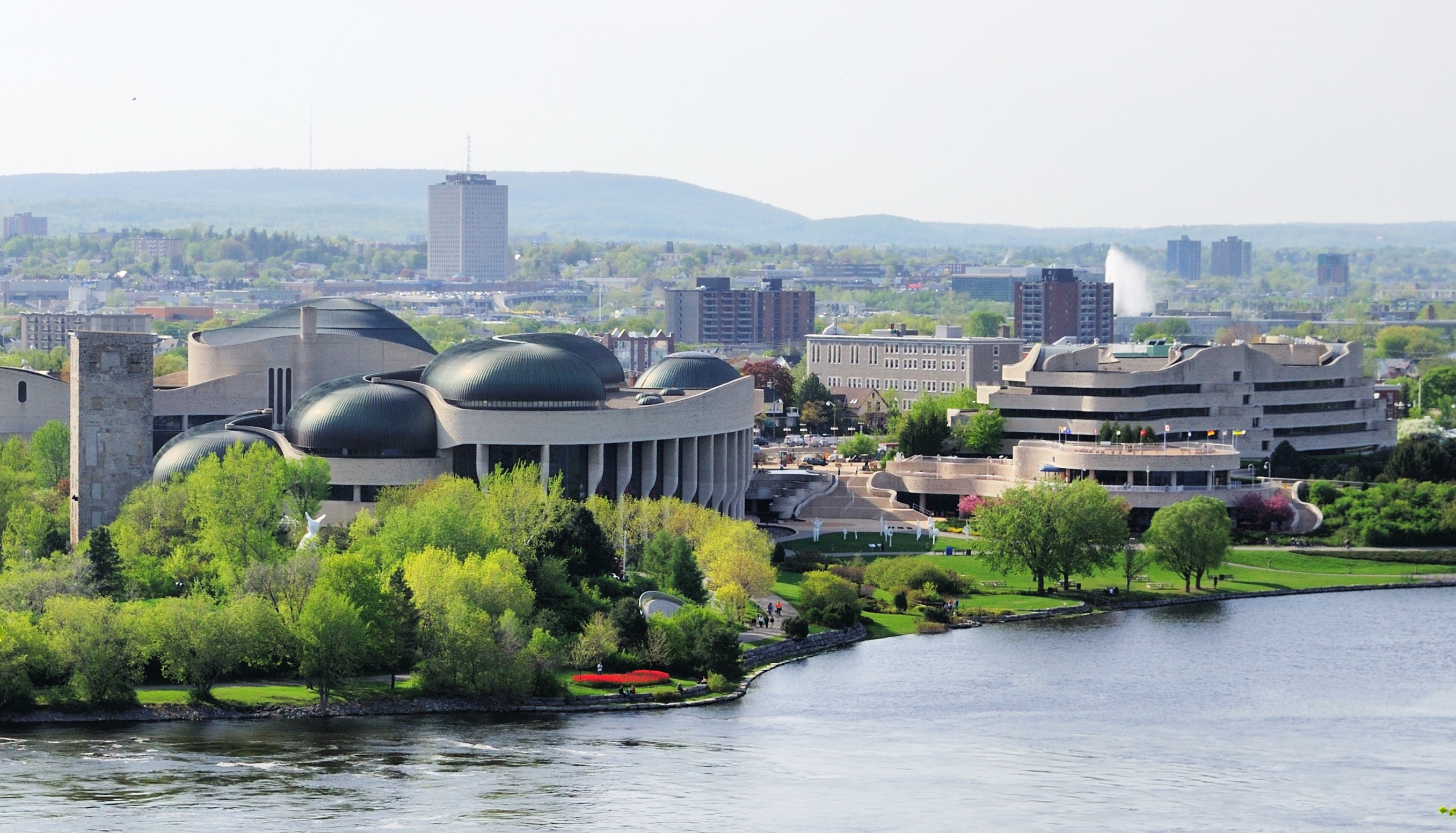
Канадский музей истории

В 1985 году архитектурное бюро Кардинала было перенесено из Эдмонтона, где он до этого работал 18 лет, в Оттаву. В это время ему был заказан проект нового Канадского музея цивилизации (ныне Канадский музей истории) в Халле (Квебек), на берегу реки Оттавы. Здание музея, волнистым контуром повторяющее линию речного берега, было завершено в 1989 году и стало одним из первых проектов Кардинала за пределами Альберты и Северо-Западных территорий. После этого, в 1993 году, он создал генеральный план Института искусства американских индейцев в Санта-Фе (Нью-Мексико). В том же году ему был заказан проект здания Национального музея американских индейцев в Вашингтоне. Хотя канадец позднее был отстранён от проекта, его стиль оставил отпечаток на окончательном виде здания, вызвавшем оживлённые споры.

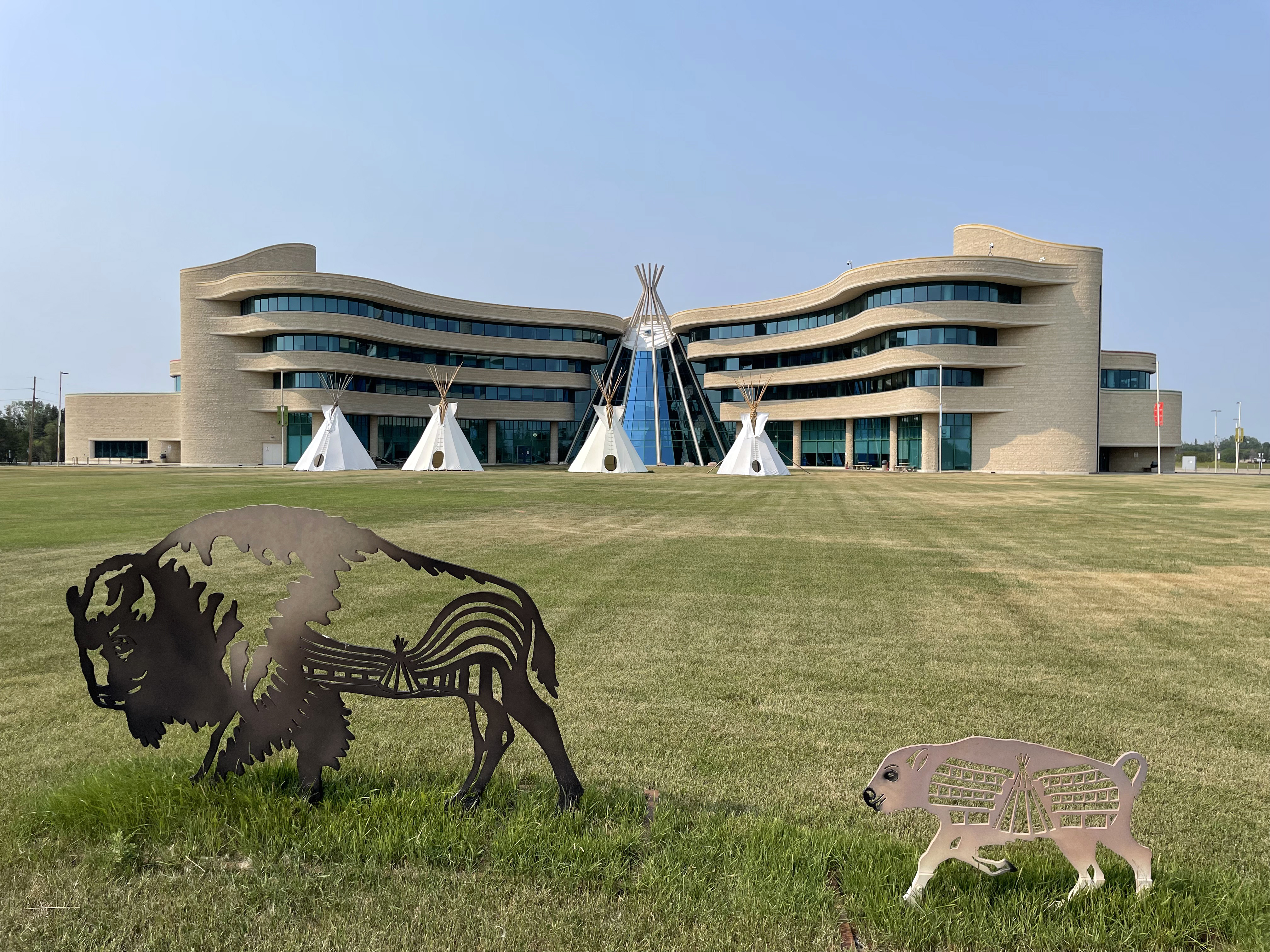
Университет коренных народов Канады

Кардинал был также автором ряда генеральных планов населённых пунктов. Его индивидуальный стиль нашёл отражение в работе над планом общинного поселения для индейского племени камлупс (Британская Колумбия). В этом плане уделено особое внимание естественному направлению стока воды и созданию условий для выживания местных животных и растений. В этом проекте архитектор также впервые использовал круговую группировку жилых зданий, при которой в центре круга из пяти зданий, окружённого подъездными дорогами, остаётся зелёное пространство для детских игр. Этот же дизайн впоследствии был использован при планировке деревни кри Уже-Бугуму в Квебеке. Проект этой деревни, созданный в 1994 году, был удостоен премии ООН за экоустойчивость и награды Всемирной выставки 2000 года в Ганновере. На территории Уже-Бугуму в 2011 году был возведён Культурный институт кри в Квебеке, проект которого, созданный Кардиналом, также был удостоен наград. В 2003 году им был спроектирован Саскачеванский объединённый индейский колледж (ныне Университет коренных народов Канады), а в 2010 году — ещё одно здание, завоевавшее профессиональную премию: Центр здоровья Мено-Я-Вин в Северном Онтарио (город Су-Лукаут).

## Творческий стиль
На индивидуальный стиль Дугласа Кардинала оказали влияние различные течения и стили, с которыми он сталкивался в годы учёбы. В ранних произведениях Кардинала заметно воздействие интернационального стиля (молодого архитектора особенно впечатляли работы Антонио Гауди, Ф. Л. Райта и Ле Корбюзье). В дальнейшем в его проектах проявляется любовь к итальянскому и испанскому барокко и идеям немецкого экспрессионизма, достигшего своего пика в годы после Первой мировой войны. Канадское переосмысление этого стиля, известное как «экспрессионизм Прерий», у Кардинала сочетается с элементами архитектуры необарочных церквей Северной Мексики, с которой он познакомился во время учёбы в Техасе.

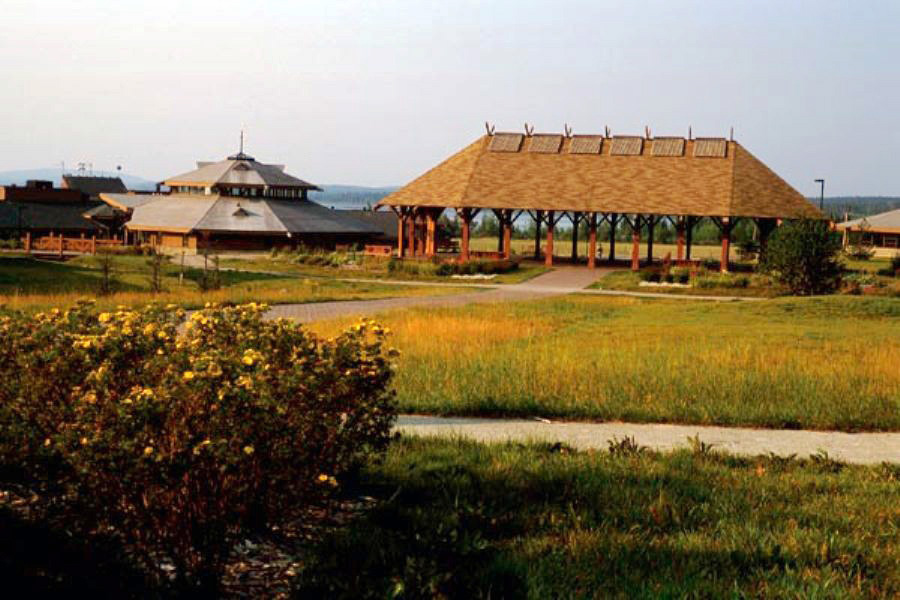
Центр деревни Уже-Бугуму

С 1990-х годов Кардинал, работая над проектами для общин коренных народов Канады, стал основоположником стиля, который часто называют аборигенной архитектурой (англ. Indigenous-Style Architecture или Indigenous Architecture). Сам автор не соглашается с таким определением, предпочитая называть этот стиль «органическим». По собственным словам Кардинала, он отвергает «колониальные» архитектуру и методы городского планирования, разрушающие естественную среду обитания и увековечивающие расовую сегрегацию. Сам он стремится приспосабливать свои проекты к естественным условиям и нуждам общин, а не абстрактным планам. Волнистую форму своих зданий архитектор объясняет уважением к женскому началу.

## Награды и звания
В 1990 году Дуглас Кардинал был произведён в офицеры ордена Канады. В 1992 году он стал лауреатом премии Молсона, присуждаемой Советом Канады по искусству, а в 1995 году — лауреатом Национальной аборигенной премии за достижения карьеры. В 1999 году Кардинал был награждён золотой медалью Королевского архитектурного института Канады — высшей наградой в области архитектуры в стране. В 2001 году ему была присуждена Премия генерал-губернатора в области изобразительных и медиаискусств.
К 2013 году архитектору были присвоены почётные степени более 12 вузов, в том числе всех ведущих университетов Канады. К концу десятилетия количество его почётных степеней превысило 20: в основном он становился почётным доктором канадских университетов, однако одну из степеней ему присвоил Массачусетский колледж искусств и дизайна. Имя Дугласа Кардинала носит открывшийся в 2004 году в Гранд-Прери (Альберта) центр сценических искусств.